# ترقلل
```
ترقلل'
 (بالأمازيغية: '
) قرية بتراب دائرة 
الغيشة
 بولاية 
الأغواط
، 
الجزائر
. تبعد عن بلدية 
الغيشة
 المجاورة حوالي 20 كم وعن الأغواط حوالي 120 كم.
```

تربطها طريق معبدة ببلدية تاجرونة جنوبا و أخرى في طور الإنجاز تربطها ببلدية تاويالة عن طريق منطقة الخضراء.